# Серада (Тренто)
Серада је насеље у Италији у округу Тренто, региону Трентино-Јужни Тирол.
Према процени из 2011. у насељу је живело 214 становника. Насеље се налази на надморској висини од 1252 м.